# Bismarck (kortspel)
Bismarck är ett kortspel av whist-typ för tre spelare.
I spelet används en standardkortlek utan jokrar. Spelet börjar med att korten delas ut jämnt mellan spelarna, undantaget fyra kort som läggs på spelbordet med bildsidan upp. Dessa tillfaller sedan förhand som med vetskap om dessa väljer omgångens spel: spader (spel med spader som trumf), trumf (spel med av förhand vald trumf), sang (spel utan trumf; även kallat spel) eller pass (där det gäller att undvika stick; även kallat noll). Valet markeras i spelprotokollet och eftersom varje spelare skall göra varje val exakt en gång under spelet så kommer spelet att bestå av tolv givar. 
När förhand valt spelvariant plockar denne upp de fyra öppna korten till sin hand, och slänger sedan fyra kort dolt så att alla spelarna har vardera sexton kort på handen. Förhand börjar alltid spelet och turordningen är medsols.
Spelet går ut på att utifrån den spelvariant som valts för given ta så många eller få stick som möjligt.

## Poängräkning
För alla spelformer utom pass gäller som normalresultat att förhand ska ta åtta stick och övriga spelare fyra var. För varje stick utöver dessa får man en pluspoäng, men för varje som fattas får man ett minuspoäng. I pass är normalresultatet att förhand tar fyra stick och övriga spelare sex var. Här är poängen omvänd, det vill säga minuspoäng för varje extra stick och pluspoäng för saknade stick.

## Variant
Bismarck kan spelas i enbart tre omgångar och då i den fastställda ordningen trumf - sang - pass.